# لي جونغ-هو (لاعب كرة قدم)
لي جونغ-هو (الكورية: 이종호) هو لاعب كرة قدم كوري جنوبي في مركز الهجوم، ولد في 24 فبراير 1992 في سون تشون في كوريا الجنوبية. شارك مع منتخب كوريا الجنوبية تحت 17 سنة لكرة القدم ومنتخب كوريا الجنوبية تحت 20 سنة لكرة القدم ومنتخب كوريا الجنوبية تحت 23 سنة لكرة القدم ومنتخب كوريا الجنوبية لكرة القدم. أما مع النوادي، فقد لعب مع جونبك هيونداي موتورز.

## وصلات خارجية
- لي جونغ-هو (لاعب كرة قدم) على موقع الاتحاد الدولي (مؤرشف)  (الإنجليزية)
- لي جونغ-هو (لاعب كرة قدم) على موقع رابطة كرة القدم اليابانية للمحترفين (اليابانية)
- لي جونغ-هو (لاعب كرة قدم) على موقع دوري كوريا الجنوبية (الإنجليزية)
- لي جونغ-هو (لاعب كرة قدم) على موقع قاعدة بيانات كرة القدم.إي يو (الإنجليزية)
- لي جونغ-هو (لاعب كرة قدم) على موقع ناشيونال فوتبول تيمز (الإنجليزية)
- لي جونغ-هو (لاعب كرة قدم) على موقع Soccerway.com (الإنجليزية)